# 5 Chersońska Brygada Artylerii
5 Chersońska Brygada Artylerii – oddział artylerii Armii Ukraińskiej Republiki Ludowej.

## Formowanie i działania
Rozkazem dowództwa Armii Czynnej nr 50 z 23 czerwca 1920 na pełniącego obowiązki dowódcy 5 Chersońskiej Brygady Artylerii został wyznaczony gen. Wołodymyr Bańkiwskyj. Podporządkowane mu zostały obydwie baterie artylerii dywizji. Wkrótce utworzono dowództwo brygady i kureń artylerii, w którego skład wchodziły trzy baterie i park artyleryjski. Jednak tylko jedna bateria była uzbrojona, a dwie pozostałe miały jedynie charakter kadrowy.
26 lipca pod Krzywczami brygada utraciła jedno działo. W ten sposób dywizja pozostała praktycznie bez artylerii, gdyż drugie działo nie było wtedy sprawne. Interwencja dowództwa ACz spowodowała, że w połowie sierpnia 5 Chersońska Brygada Artylerii znowu miała dwa lekkie działa polowe, a jej stan wynosił: 24 oficerów, 59 szeregowych, 5 koni wierzchowych, 12 zaprzęgowych i 25 taborowych; 8 wozów i 2 kuchnie polowe.
W nocy z 25 na 26 sierpnia 1 bateria opuściła pozycje bojowe i wraz z innymi żołnierzami 5 Chersońskiej DS pochodzącymi z Galicji zdezerterowała i przeszła do Czechosłowacji. Z resztek stanu osobowego brygady utworzono jedną baterię z dwoma działami, przy czym zachowano ogniwa dowodzenia brygady i kurenia. Dowódcą brygady został sot. Katche, który jednocześnie pełnił obowiązki dowódcy kurenia artylerii. 
W październiku Armia URL przeprowadziła mobilizację. W jej wyniku liczebność jej oddziałów znacznie wzrosła. W związku z podpisaniem przez Polskę układu o zawieszeniu broni na froncie przeciwbolszewickim, od 18 października  wojska ukraińskie zmuszone były prowadzić działania zbrojne samodzielnie.21 listopada, w następstwie klęski wojsk ukraińskich na froncie bolszewickim, 5 Chersońska Brygada Artylerii przeszła na zachodni brzeg Zbrucza, gdzie została rozbrojona przez oddziały polskie i internowana. Polacy przejęli wtedy 4 lekkie 3-calowe działa polowe.
Brygada istniała do maja 1921, kiedy w następstwie połączenia 5 Chersońskiej Dywizji Strzelców z 1 Dywizją Karabinów Maszynowych utworzono nową 5 Brygadę Artylerii, w której znaleźli się artylerzyści z obydwu jednostek.

## Struktura organizacyjna
Stan we wrześniu 1920
- dowództwo i sztab
- 13 kureń artylerii (dwie baterie)
- park artyleryjski

28 października 1920 brygada posiadała: 218 ludzi (15 oficerów, 188 szeregowych, 15 pracowników cywilnych); 87 koni (3 wierzchowe, 34 zaprzęgowe, 20 taborowych z wojska, 15 taborowych zmobilizowanych z gospodarstw); 3 wozy z wojska i 15 zmobilizowanych z gospodarstw, 2 kuchnie polowe. Z tego w stanie bojowym 11 oficerów, 80 bagnetów, 16 żołnierzy obsługi karabinów maszynowych, 60 artylerzystów; 3 konie wierzchowe, 34 zaprzęgowe i 20 taborowych. Na uzbrojeniu posiadała 4 lekkie 3-calowe działa polowe.

## Żołnierze oddziału
| Dowództwo jednostki             |                        |       |
| Stopień, imię i nazwisko        | Okres pełnienia służby | Uwagi |
| Dowódca brygady                 |                        |       |
| gen. chor. Wołodymyr Bańkiwskyj | 14 VI 1920 – 19 V 1921 |       |
| Adiutanci                       |                        |       |
| por. Wołodyrnyr Czornomorciw    |                        |       |
| chor. Wiaczesław Zajciw         |                        |       |